# Colobostema pilosa
Colobostema pilosa är en tvåvingeart som först beskrevs av Edwards 1933.  Colobostema pilosa ingår i släktet Colobostema och familjen dyngmyggor. Inga underarter finns listade i Catalogue of Life.